# A Predator’s Portrait
A Predator’s Portrait – trzeci długogrający album szwedzkiej melodic death metalowej grupy Soilwork. Został wydany 19 lutego 2001 roku.

## Lista utworów
1. "Bastard Chain" – 4:02
2. "Like the Average Stalker" – 4:30
3. "Needlefeast" – 4:06
4. "Neurotica Rampage" – 4:43
5. "The Analyst" – 4:42
6. "Grand Failure Anthem" – 5:20
7. "Structure Divine" – 4:06
8. "Shadowchild" – 4:38
9. "Final Fatal Force" – 4:59
10. "A Predator’s Portrait" – 4:31
11. "Asylum Dance" − 4:16 (Wersja japońska i koreańska)

## Twórcy

### Członkowie grupy
- Bjorn "Speed" Strid − wokal
- Peter Wichers − gitara prowadząca i rytmiczna
- Ola Frenning − gitara prowadząca i rytmiczna
- Henry Ranta − perkusja
- Ola Flink − gitara basowa
- Carlos Del Olmo Holmberg − keyboard, okładka albumu

### Gościnnie
- Mikael Åkerfeldt (Opeth) − wokal na "A Predator’s Portrait".
- Mattias IA Eklundh (Freak Kitchen) − gościnnie solo na "Needlefeast".
- Eskil Simonsson − sample na "Grand Failure Anthem".